# Henryk Bitterfeld
Henryk Bitterfeld (Henricus Bitterfeld de Brega; ur. w 2. poł. XIV w. w Brzegu) – dominikanin i teolog, działający w Polsce na przełomie XIV i XV wieku. Przez większość życia związany był z praskim Uniwersytetem Karola.

## Życiorys
Urodził się w Brzegu. W drugiej połowie XIV wieku wstąpił do klasztoru dominikanów w Brzegu. Studiował teologię na Uniwersytecie Karola w Pradze. Tam uzyskał magisterium w 1391 roku. Wykładał następnie teologię w praskim Studium Generalnym braci kaznodziejów przy Uniwersytecie.
Należał do uniwersyteckiego kręgu reformatorów skupionych wokół arcybiskupa Jana z Jenštejna zwanych zelantami. Jako dominikanin, pracował nad reformą zakonu z generałem Rajmundem z Kapui. Zajmował się też formacją duchową Jadwigi Andegaweńskiej, m.in. publikując traktaty o życiu duchowym dedykowane królowej.
Zmarł około 1405 roku.

## Poglądy
Interesował się zagadnieniami odnowy życia duchowego i moralnego, zagadnieniem Eucharystii i codziennej Komunii św. praktykowanej przez ludzi świeckich. Występował przeciwko symonii. Jego pisma teologiczne były znane i dyskutowane nie tylko w Europie środkowej.

## Publikacje (wybór)
- traktat De formatione et reformatione Ordinis Praedicatorum[3]
- De institutione Eucharistiae...[3]
- nieukończony, dedykowany królowej Jadwidze, traktat De vita contemplativa et activa[15][10][5][9][11]